# 市口政光
市口政光（日语：／ Ichiguchi Masamitsu，1940年1月12日—），日本男子摔跤运动员。他曾代表日本参加1960年和1964年夏季奥林匹克运动会摔跤比赛，其中1964年奥运会获得一枚金牌。